# خورخه آلنده
خورخه آلنده (انگلیسی: Jorge Allende؛ زادهٔ ۱۱ نوامبر ۱۹۳۴) دانشمند در زمینه بیوشیمی و زیست‌شناسی مولکولی اهل شیلی است.